# Greg Horn

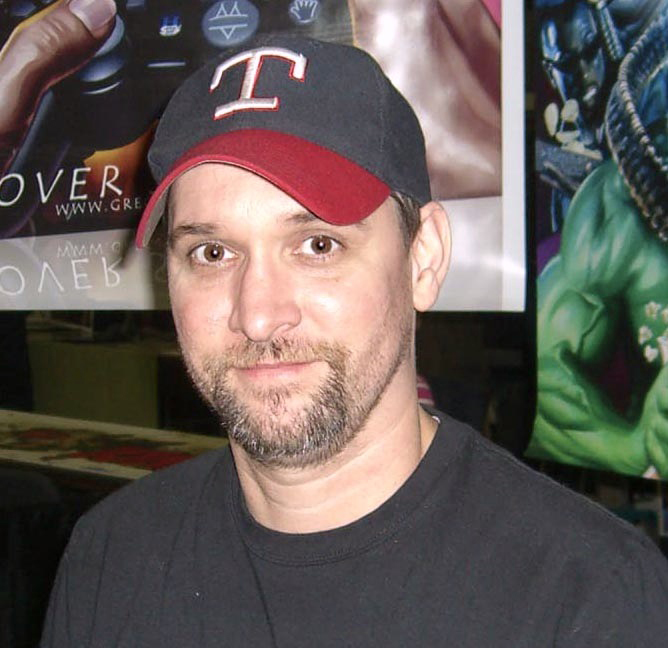
Greg Horn (2009)

Greg Horn es un historietista e ilustrador, cuyo trabajo se caracteriza por un acabado con coloreado por ordenador muy reconocible.

## Historietas publicadas
- J.U.D.G.E. #1-3 (Image Comics)
- Marvel Knights Double Feature #3. Historieta corta con guion de Greg Rucka.

## Portadas para cómics
- Elektra #1-22 (Marvel, serie regular). Realiza todas las portadas hasta el final de la etapa de Greg Rucka como guionista. Muchas de estas ilustraciones se usaron para todo tipo de merchandising variado (camisetas, pósteres, tazas, packaging de productos diversos -juguetes, alimentos-).
- Marville #1-7 (Marvel, miniserie). Escrita por Bill Jemas, presidente de Marvel, que lo escoge personalmente para realizar las portadas.
- Deadline #1-4 (Marvel, miniserie)
- Black Widow: Pale Little Spider #1-3 (Marvel, 2002, miniserie).
- Emma Frost #1-18 (Marvel, 2003-2004). Serie regular que duró 18 números, y para la cual Horn dibujó todas las portadas.
- She-Hulk, Volume 2 #1-10 (Marvel, 2005-en curso). Se encarga de las portadas de la serie regular de Hulk escrita por Dan Slott tras el relanzamiento de la misma con un nuevo número 1.  El último número publicado hasta la fecha es el 10.
- Otras portadas sueltas que ha dibujado para Marvel son para Mystique #8 y Namor #8.

## Otros trabajos de ilustración
Además de portadas, realiza con regularidad ilustraciones para revistas de videojuegos como PlayStation 2 Magazine, XBox Magazine y PC Gamer (así, ha realizado ilustraciones de juegos como El señor de los anillos, Enter the Matrix, Soulcalibur o Tomb Raider).  También realiza con cierta regularidad portadas e ilustraciones interiores para la revista sobre cómics Wizard.  Por último, también ha realizado ilustraciones para el departamento de licencias de Marvel, para ser utilizadas en todo tipo de productos de merchandising y que usen imágenes de personajes de Marvel, algunas reutilizadas de portadas (caso de Elektra) y otras realizadas ex profeso para la ocasión.
En el 2006, Horn fue elegido por Warner Bros. para ilustrar las mercancías oficiales de la cinta Superman Returns , basando su arte en la fisionomía del actor Brandon Routh , siendo su trabajo usado en todo tipo de mercadeo, incluyendo el producido por DC Direct y Mattel.